# Urien
Urien von Rheged, auch Uryen, ist der Name eines historisch/mythischen Herrschers des nordwestenglischen Königreiches Rheged aus dem späten 6. Jahrhundert.

Im Mittelalter entstandenes angebliches Wappen Uriens

## Geschichte
Von Urien wird in der Historia Brittonum („Geschichte der Briten“) berichtet, dass er zusammen mit drei anderen Königen, darunter Rhydderch Hael von Strathclyde, gegen die Angeln kämpfte, die in Northumbria ansässig waren. Er sei bei der erfolgreichen Belagerung der Insel Medgawdd (heute Lindisfarne) einem Hinterhalt zum Opfer gefallen.  Sein Vetter soll Llywarch Hen gewesen sein, der für ihn kämpfte und seinen abgeschlagenen Kopf zu retten versuchte.
Im Llyfr Taliesin („Das Buch Taliesins“) sind acht Preisgedichte auf Urien enthalten. Als Urheber wird der Dichter Taliesin angesehen, er nennt den König einen „vielbesungenen, berühmten Mann“ (kerdglyt clot uawr, X. Gesang), bei dem „immer metvolle Trinkhörner dagewesen seien“ (IX. Gesang). Im Llyfr Coch Hergest („Das Rote Buch von Hergest“) und anderen Manuskripten sind weitere Gedichte für ihn aufgefunden worden. Nach dem Aufbau der Gedichte wird angenommen, dass sie ältere Prosaerzählungen als bekannt voraussetzen. Das längste mit 14 Strophen ist Pen Urien („Das Haupt Uriens“), in dem vom Verfasser berichtet wird, er habe den abgeschlagenen Kopf vom Schlachtfeld geborgen. Ein weiteres, Celein Urien („Der Leichnam Uriens“) schildert die Begräbnisfeierlichkeiten und Aelwyd Rheged („Das Herdfeuer Rhegeds“) beschreibt den Verfall der Königshalle, die einst rauschende Feste sah.
Urien wird in den Trioedd Ynys Prydein („Die Triaden der Insel Britannien“) einer der „drei Schlachtenlenker der Insel Britannien“, sein Tod als einer der „drei unglücklichen Morde“ genannt. Auch in den Englynion y Clyweid („Die Sprüche der Weisen“) wird er erwähnt. Sein Vater ist Cynfarch und in den Triaden wird berichtet, er habe mit Modron die beiden Kinder Owein fab Urien und dessen Schwester Morfudd ferch Urien gezeugt. Morfudd soll nach den Trioedd die große Liebe des Fürsten Cynon fab Clydno gewesen sein. In der Artussage wird er als Gatte von König Artus’ Schwester Morgan le Fay (manchmal auch von Morgause) erwähnt, die ihn später ermorden ließ.